# Дан-Улдузу
Дан-Улдузу (азерб. Dan ulduzu) — нефтегазовое месторождение в Азербайджане. Расположено в 90 км к северо-востоку от Баку и к западу от месторождения Карабах. Открыто в 1999 году. Глубина дна на месторождении меняется в пределах 150—250 метров.
Нефтегазоносность связана с отложениями мелового возраста. Начальные запасы нефти — 100 млн тонн.
Оператором месторождения является азербайджанская нефтяная компания ГНКАР.